# Liste de peintures de Pompeo Batoni
Cette page établit une liste des peintures de Pompeo Batoni (né le 25 janvier 1708 à Lucques en Toscane - mort le 4 février 1787 à Rome), peintre italien du XVIIIe siècle.
| Image | Titre                                                                                                   | Date              | Dimensions                 | Notes                   | Lieu de conservation                           |
| ----- | --- | ----------------- | -------------------------- | ----------------------- | ---------------------------------------------- |
|       | |                   |                            |                         |                                                |
|       | Vierge sur le trône entourée des Saints et Bienheureux de la famille Gabrielli de Gubbio                | 1736              |                            |                         | Venise, Gallerie dell'Accademia                |
|       | Le Christ en gloire avec quatre saints                                                                  | 1736-1737         | 64 x 34,9 cm               |                         | Los Angeles, The Jean-Paul Getty Museum of Art |
|       | Esther devant Assuérus                                                                                  | 1738-1740         | 74 x 99,2 cm               |                         | Philadelphie, Museum of Art                    |
|       | Allégorie des Arts                                                                                      | 1740              |                            |                         | Francfort-sur-le-Main ,Städel,                 |
|       | Saint André                                                                                             | 1740-1743         |                            |                         | Chicago, Art Institute                         |
|       | Le Temps dévoilant la Vérité                                                                            | 1740-1745         | 43,3 x 26,5 cm             |                         | Chicago, Art Institute                         |
|       | Apollon, la Musique et la Métrique                                                                      | 1741              | 121 x 90 cm                |                         | Paris, musée du Louvre                         |
|       | La Vierge de l'Annonciation                                                                             | 1741-1742         | 49 x 39 cm                 |                         | Paris, musée du Louvre                         |
|       | Vierge à l'Enfant                                                                                       | 1742              |                            |                         | Rome, Galerie Borghèse                         |
|       | Le Choix d'Hercule                                                                                      | 1742              | huile sur toile 95 × 73 cm | Offices et Palais Pitti | Palais Pitti, Galerie Palatine Florence        |
|       | Hercule enfant étouffant les serpents                                                                   | 1743              | huile sur toile 94 × 72 cm |                         | Palais Pitti, Florence                         |
|       | La Vérité et la Pitié                                                                                   | 1745              | 120 x 90 cm                |                         | Montréal, musée des Beaux-Arts                 |
|       | La Paix et la Justice                                                                                   | 1745              | 120 x 90 cm                |                         | Montréal, musée des Beaux-Arts                 |
|       | Le Temps ordonnant à la Vieillesse de détruire la Beauté                                                | 1746              | 135,3 x 96,5 cm            |                         | Londres, National Gallery                      |
|       | Antiochus et Stratonice                                                                                 | 1746              | 33,3 x 39,5 cm             |                         | Cleveland, Museum of Art                       |
|       | Achille et le centaure Chiron pendant d'Achille chez Lycomède                                           | 1746              | 159 × 127 cm               |                         | Musée des Offices, Florence                    |
|       | Achille à la cour de Lycomède pendant d'Achille et Chiron                                               | 1746              | 158 × 126 cm               | Offices et Palais Pitti | Musée des Offices, Florence                    |
|       | Allégorie de la Volupté                                                                                 | 1747              | 138 x 100 cm               |                         | Saint-Pétersbourg, musée de l'Ermitage         |
|       | Mercure couronnant la Philosophie Mère des Arts                                                         | 1747              | 118 x 87,5 cm              |                         | Saint-Pétersbourg, musée de l'Ermitage         |
|       | La Vierge à l'Enfant en gloire                                                                          | 1747              | 41,6 x 23 cm               |                         | Princeton, University Art Museum               |
|       | La Vierge à l'Enfant en gloire                                                                          | 1747              | 118 x 61 cm                |                         | Toledo, Museum of Art                          |
|       | Portrait de John Woodyeare                                                                              | 1750              | 97,8 x 71,7 cm             |                         | Minneapolis, Institute of Art                  |
|       | Vulcain dans sa forge                                                                                   | 1750              | 94,2 x 72,2 cm             |                         | Ottawa, National Gallery of Canada             |
|       | Portrait du cardinal Prospero Colonna di Sciarra                                                        | 1750              | 100,7 x 75,4 cm            |                         | Baltimore, The Walters Art Museum              |
|       | Portrait de Joseph Henry of Straffan                                                                    | 1750-1755         | 98 x 72,5 cm               |                         | Baltimore, The Walters Art Museum              |
|       | Le pape Benoît XIV présentant l'encyclique « Ex Omnibus » au comte de Stainville, futur duc de Choiseul | 1757              | 128,9 x 179,4 cm           |                         | Minneapolis, Institute of Art                  |
|       | Portrait du cardinal Étienne-René Potier de Gesvres                                                     | 1758              | 98,7 x 73,6 cm             |                         | San Diego, Museum of Art                       |
|       | Portrait du cardinal Étienne-René Potier de Gesvres                                                     | 1758              | 94 x 74 cm                 |                         | Beauvais, musée départemental de l'Oise        |
|       | Portrait de Sir Wyndham Knatchbull-Wyndham                                                              | 1758-1759         | 233 x 161,3 cm             |                         | Los Angeles, County Museum of Art              |
|       | Portrait d'homme en costume bleu                                                                        | 1760              | 99 x 71,1 cm               |                         | Dallas, Museum of Art                          |
|       | Vierge allaitant l'Enfant                                                                               | 1760 - 1780       | 89 x 72 cm                 |                         | São Paulo, Museum of Art                       |
|       | Portrait de Richard Milles                                                                              | 1760              | 134,6 x 96,3 cm            |                         | Londres, National Gallery                      |
|       | Portrait d'un jeune noble en costume français                                                           | 1760-1765         | 246,7 x 175,9 cm           |                         | New York, The Metropolitan Museum of Art       |
|       | Portrait de John Ker, 3e duc de Roxburghe                                                               | 1761              | 248 x 172 cm               |                         | Édimbourg, National Gallery of Scotland        |
|       | Acis et Galatée                                                                                         | 1761              | 98,5 x 75 cm               |                         | Stockholm, Nationalmuseum                      |
|       | Diane et Cupidon                                                                                        | 1761              | 124,5 x 172,7 cm           | Musée                   | New York, Metropolitan Museum                  |
|       | Portrait de Charles John Crowle                                                                         | 1761-1762         | 248 × 172 cm               | Musée                   | Paris, musée du Louvre                         |
|       | Portrait de Humphry Morice                                                                              | 1761-1762         | 117,5 x 172,8 cm           |                         | Londres, National Gallery                      |
|       | Portrait de James Bruce de Kinnaird                                                                     | 1762              | 72,4 x 62,2 cm             |                         | Édimbourg, National Gallery of Scotland        |
|       | Portrait du cardinal Jean-François-Joseph de Rochechouart                                               | 1762              | 135,9 x 99,1 cm            |                         | Saint-Louis, Art Museum                        |
|       | La Crucifixion                                                                                          | 1762              | 99 x 74,9 cm               |                         | Boston, Museum of Fine Arts                    |
|       | Portrait d'un gentilhomme                                                                               | 1762 environ      | 75,3 x 63,5 cm             |                         | Washington, The National Gallery of Art        |
|       | La Mort de Marc-Antoine                                                                                 | 1763              | 76 x 100 cm                |                         | Brest, musée des Beaux-Arts de Brest           |
|       | Portrait d'Alexander Gordon, 4e duc de Gordon                                                           | 1764              | 292 x 192 cm               |                         | Édimbourg, National Gallery of Scotland        |
|       | Hercule à la croisée des chemins                                                                        | 1765              | 245 x 172 cm               |                         | Saint-Pétersbourg, musée de l'Ermitage         |
|       | Samson et Dalila                                                                                        | 1766              | 237,5 x 173,4 cm           |                         | Detroit, Institute of Arts                     |
|       | Portrait de Joseph II et Pierre-Léopold de Toscane                                                      | 1769              | 173 × 122 cm               | Musée                   | Vienne, Kunsthistorisches Museum               |
|       | Thétis reprenant Achille au centaure Chiron                                                             | 1770              | 226,5 x 297,5 cm           |                         | Saint-Pétersbourg, musée de l'Ermitage         |
|       | La Continence de Scipion                                                                                | 1771-1772 environ | 226,5 x 297,5 cm           |                         | Saint-Pétersbourg, musée de l'Ermitage         |
|       | Portrait de John Corbet                                                                                 | 1773              | 101,6 x 76 cm              |                         | Worcester, Art Museum                          |
|       | Portrait de John Talbot, futur comte Talbot                                                             | 1773              | 274,3 x 182,2 cm           |                         | Los Angeles, The Jean-Paul Getty Museum of Art |
|       | Parabole du fils prodigue                                                                               | 1773              | 138 × 100 cm               | Musée                   | Vienne, Kunsthistorisches Museum               |
|       | Portrait de Richard Aldworth Neville, futur baron Braybrooke                                            | 1773              |                            |                         | Atlanta (Géorgie), High Museum of Art          |
|       | Portrait de John Staples                                                                                | 1773              | huile sur toile            | web gallery             | Musée de Rome                                  |
|       | Autoportrait inachevé                                                                                   | 1773-1774         | huile sur toile 75 × 61 cm | Offices et Palais Pitti | Florence, Musée des Offices Corridor de Vasari |
|       | Portrait présumé de John Scott                                                                          | 1774              | 101,3 x 74 cm              |                         | Londres, National Gallery                      |
|       | La Guerre et la Paix                                                                                    | 1776              | 136 x 99 cm                |                         | Chicago, Art Institute                         |
|       | Portrait de Don José Moñino y Redondo, comte de Floridablanca                                           | 1776 environ      | 99,7 x 75 cm               |                         | Chicago, Art Institute                         |
|       | La Sainte Famille avec sainte Élisabeth et saint Jean-Baptiste                                          | 1777              | 226 x 149,5 cm             |                         | Saint-Pétersbourg, musée de l'Ermitage         |
|       | Portrait de Francis Basset, baron de Dunstanville                                                       | 1778              | 221 x 157 cm               |                         | Madrid, musée du Prado                         |
|       | Portrait de George Legge, vicomte de Lewisham                                                           | 1778              | 127 x 100 cm               |                         | Madrid, musée du Prado                         |
|       | Portrait du prince B. Kurakin                                                                           | 1782              | 74 x 62 cm                 |                         | Saint-Pétersbourg, musée de l'Ermitage         |
|       | Portrait de la comtesse Maria Benedetta di San Martino                                                  | 1785              | 99 x 74 cm                 |                         | Madrid, musée Thyssen-Bornemisza               |
|       | Le Bailli de Suffren, amiral de France (1726-1788)                                                      | 1785 environ      | 133 x 96 cm                |                         | Versailles, musée national du château          |
|       | L'Extase de saint François d'Assise                                                                     | 17??              | 81 x 66 cm                 |                         | La Fère, musée Jeanne d'Aboville               |